# Сен-Бриё (округ)
Сен-Бриё (фр. Saint-Brieuc) — округ (фр. Arrondissement) во Франции, один из округов в регионе Бретань. Департамент округа — Кот-д’Армор. Супрефектура — Сен-Бриё.
Население округа на 2019 год составляло 271 442 человека. Плотность населения составляет 99 чел./км². Площадь округа составляет 2728,30 км².

## Состав
Кантоны округа Сен-Бриё (c 1 января 2017 г.):
- Брон (частично)
- Ламбаль
- Лудеак
- Мюр-де-Бретань
- Пемполь (частично)
- Плело (частично)
- Плене-Жюгон
- Пленёф-Валь-Андре (частично)
- Плентель
- Плерен
- Плуа (частично)
- Плуфраган
- Сен-Бриё-1
- Сен-Бриё-2
- Трегё

Кантоны округа Сен-Бриё (c 22 марта 2015 г. по 31 декабря 2016 г.):
- Генган (частично)
- Ламбаль (частично)
- Лудеак
- Мюр-де-Бретань (частично)
- Пемполь
- Плело (частично)
- Плене-Жюгон (частично)
- Пленёф-Валь-Андре (частично)
- Плентель
- Плерен
- Плуа (частично)
- Плуфраган
- Сен-Бриё-1
- Сен-Бриё-2
- Трегё

Кантоны округа Сен-Бриё (до 22 марта 2015 года):
- Кентен
- Корле
- Ла-Шез
- Ламбаль
- Ланволлон
- Лангё
- Лудеак
- Монконтур
- Пемполь
- Пленёф-Валь-Андре
- Плерен
- Плёк-сюр-Лье
- Плуа
- Плугена
- Плуфраган
- Сен-Бриё-Нор
- Сен-Бриё-Сюд
- Сен-Бриё-Уэст
- Шателодрен
- Этабль-сюр-Мер
- Юзель